# 相愛中学校・高等学校
相愛中学校・高等学校（そうあいちゅうがっこう・こうとうがっこう）は、大阪府大阪市中央区にある私立の女子中学校・高等学校。

## 概要
仏教西本願寺派門主により1888年に設立された学校であり、日本人による私立女子校として有数の歴史がある。北御堂境内に所在する。龍谷総合学園加盟校。
校名および建学の精神は、大乗仏教の経典『仏説無量寿経』の一節「當相敬愛」（とうそうきょうあい、=まさにお互いが、愛に敬いを伴わなければ、まことの生き方ではない）に由来する。
高等学校では普通科のほか、音楽科が設置されている。また中学校にも音楽コースが設置されている。音楽科を設置する高等学校は、大阪府下では大阪府立夕陽丘高等学校と相愛高等学校の2校のみ、また近畿圏の私立高等学校でも神戸山手女子高等学校と相愛高等学校の2校のみとなっていたが、今後は相愛高等学校のみとなる。
音楽科は1906年に設立された大阪女子音楽学校をルーツに持ち、作曲・声楽・器楽など多彩な専攻を選択可能である。
本町通のシンデレラ階段を閉鎖、2017年4月からの登下校での利用は、
北御堂の山門、つまり、御堂筋に面する北御堂の大階段で登下校。
2019年、全日本学生音楽コンクールで大阪1位に入賞している。

## 沿革
親鸞上人の教えを実践する学校として、西本願寺第21代明如上人により設立。
学制改革により、1947年に新制の相愛中学校、1948年に新制の相愛高等学校を設立した。1953年には高等学校に音楽科を開設した。
2019年、大阪の中学・高校で初めて国連グローバル・コンパクト (UNGC) に加盟した。

### 年表
- 1888年 - 西本願寺派21代門主明如により、本願寺津村別院（北御堂）境内に相愛女学校を設立
- 1906年 - 高等女学校に改編し、相愛高等女学校となる。大阪女子音楽学校を併設。
- 1947年 - 相愛中学校を設立。
- 1948年 - 相愛高等学校に改称。
- 1953年 - 高等学校に音楽科を設置。

## 著名な出身者
- 山崎豊子（小説家）
- 岡部伊都子（随筆家）
- 青山郁代（舞台女優）
- 石田治子（元フィギュアスケート選手）
- 伊藤みく（モデル）
- 扇ひろ子（歌手）
- 桜花昇ぼる（元OSK日本歌劇団トップスター）
- 五嶋節（ヴァイオリニスト）
- 辻久子（ヴァイオリニスト）
- 斉藤雪乃（タレント）
- 佐藤加奈（アマチュア野球審判員）
- 神野美伽（演歌歌手）
- 仁科かおり（歌手）
- 原静枝（女優）
- 藤間紫（女優）
- なかもとみゆき（舞台表現者）
- 七瀬りりこ（元宝塚歌劇団宙組娘役）
- 山崎真実（タレント）
- わかぎゑふ（劇作家）

## 交通
- Osaka Metro御堂筋線・四つ橋線・中央線）本町駅A階段で傘不要の専用通路